# Партизанске (район)
Район Партизанске (словац. Okres Partizánske) — район Тренчинского края Словакии.

## Население
| Год:        | 1994   | 2004    | 2014    | 2024    |
| ----------- | ------ | ------- | ------- | ------- |
| Broj ljudi: | 48 469 | 47 573  | 46 462  | 43 201  |
| Разница:    |        | −1,84 % | −2,33 % | −7,01 % |

### Статистические данные (2001)
Национальный состав:
- Словаки — 98,2 %
- Чехи — 0,6 %

Конфессиональный состав:
- Католики — 83,1 %
- Лютеране — 1,9 %